# وانگ چی شان
وانگ چی شان (چینی: 王岐山; پین‌یین: Wáng Qíshān; زادهٔ ۱ ژوئیهٔ ۱۹۴۸) معاون رییس جمهور چین است. او پیشتر معاون نخست وزیر جمهوری خلق چین و عضو دایمی کمیته مرکزی حزب کمونیست چین بوده است.

## نگارخانه

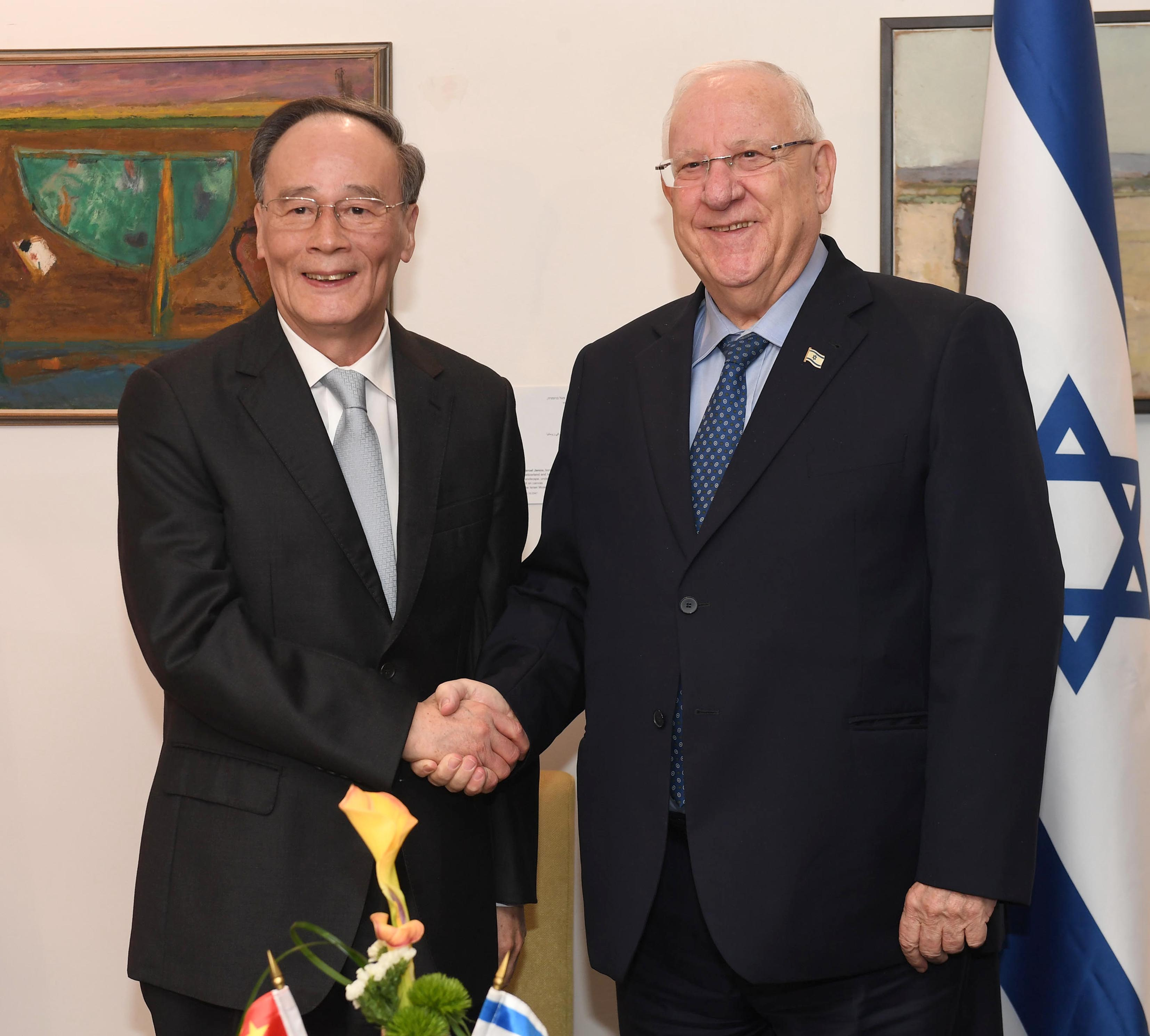
وانگ چی شان و ریولین رئیس‌جمهور اسرائیل، اکتبر ۲۰۱۸‏